# Marcel Colleu
Marcel Colleu (* 8. Februar 1897 in Évreux; † 28. September 1973 in Créteil) war ein französischer Radrennfahrer.

## Sportliche Laufbahn
Colleu war im Straßenradsport aktiv. Von 1924 bis 1927 war er Unabhängiger und Berufsfahrer. 1924 gewann er das Eintagesrennen Paris–Caen. 1929 gewann er die Algerien-Rundfahrt. Bei Paris–Brüssel wurde er in jener Saison Dritter. 
Bei Paris–Limoges 1927 wurde Colleu Zweiter hinter Antonin Magne. Dritter wurde er bei Paris–Chauny 1923. Die Tour de France fuhr Colleu zweimal. 1925 war er ausgeschieden, 1928 belegte er den 30. Platz. In den Rennen der Monumente des Radsports war der 8. Platz im Rennen Paris–Roubaix 1926 sein bestes Resultat.